# 多々良純

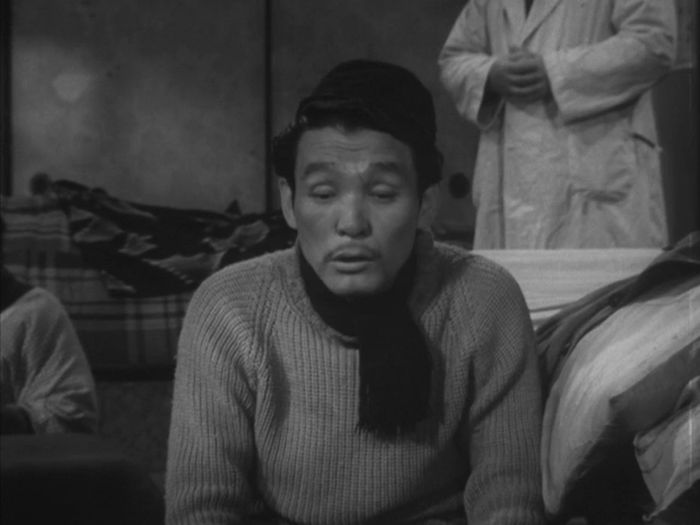
多々良純

多々良 純（たたら じゅん、1917年8月4日 - 2006年9月30日）は、日本の俳優。本名：田足井 重二〈たたらい しげじ〉。
宮城県牡鹿郡石巻町（現在の石巻市）出身。東京府立第九中学校卒業。新倉事務所に所属していた。
新築地劇団研究生、苦楽座、劇団民藝など舞台俳優として活動し、数多くの映画・テレビドラマに出演。頑固ながら根は優しい役などに定評があり、軽妙な役もこなせる貴重なバイプレーヤーとして活躍した。

## 来歴・人物
1917年（大正6年）8月4日、宮城県牡鹿郡石巻町（現在の石巻市）に、父・重一と母・利の次男として生まれる。幼少時代は家業の都合で石巻、仙台、東京と居を移す。西巣鴨第二小学校を経て、1935年（昭和10年）に東京府立第九中学校を卒業後、国際ホテル学校に入学し、5カ月で中退、帝国ホテル食堂部に就職する。1年ほど勤めた後、朝日新聞に載った新築地劇団研究生募集の広告を見て、子供の時からの夢だった役者の道を志す。

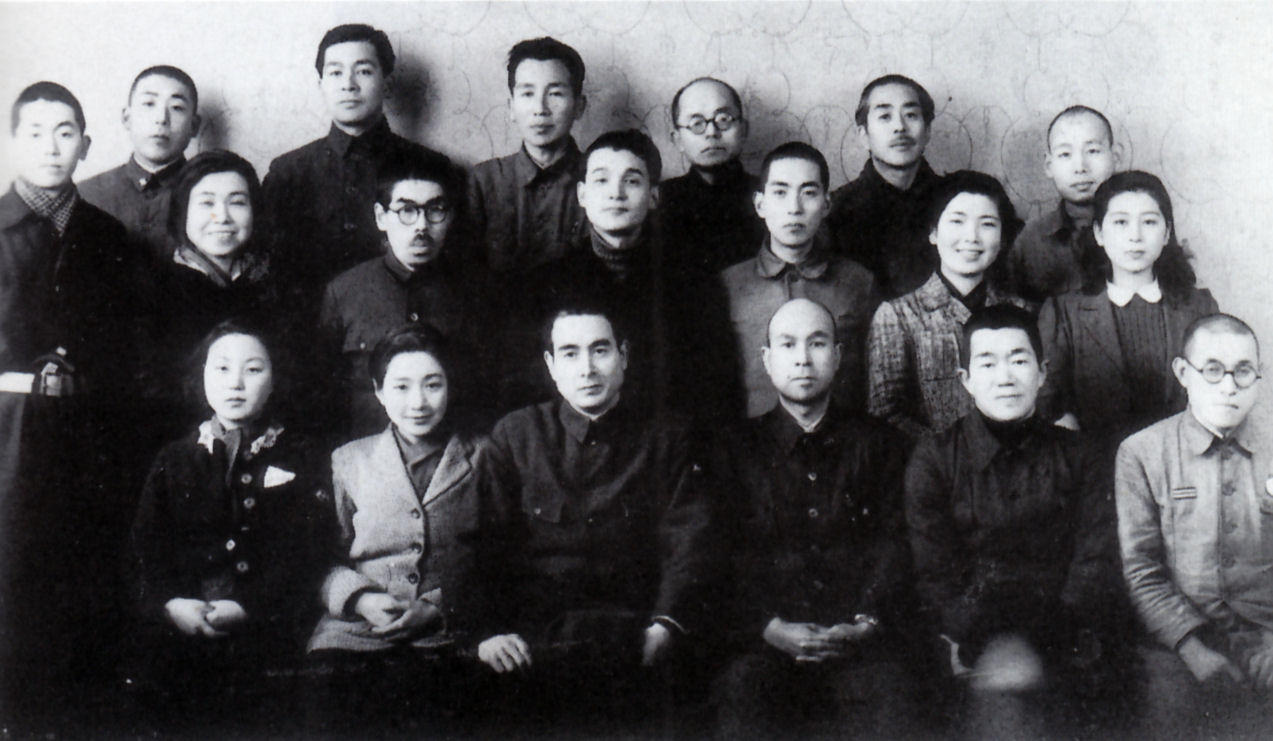
1945年（昭和20年）1月、富士フイルム足利工場公演における桜隊記念写真。中列左から3人目が多々良。前列左から島木つや子、園井恵子、永田靖、1人おいて丸山定夫。後列左端は高山象三。

1936年（昭和11年）10月、新築地劇団に入所、同期に殿山泰司、千秋実、小山源喜らがいた。同年11月の劇団公演『女人哀詞』（山本有三原作）で初舞台を踏んで以来、『どん底』『土』『ウインザーの陽気な女房』などの舞台に出演。1940年（昭和15年）に千葉泰樹監督の『彦六なぐらる』で映画に初出演する。同年7月に応召され、近衛歩兵第2連隊に入隊、仏領インドシナから中支にかけて転戦した。1943年（昭和18年）に召集解除されると役者生活に戻り、丸山定夫、薄田研二らの苦楽座に参加、慰問公演で全国を回る。1945年（昭和20年）6月、再召集され、陸軍東海第五部隊に入隊する。多々良が応召された後、苦楽座は桜隊と改称して広島市ヘ巡業するが、2カ月後の8月6日、桜隊は原子爆弾の投下に遭い、丸山・園井恵子・高山象三ら演劇隊員9名が犠牲となった。運良く助かった多々良はその1カ月後、炊事班長の陸軍伍長で終戦を迎えるが、劇団員たちの訃報を聞き愕然とした。
1947年（昭和22年）、宇野重吉・滝沢修らが結成した民衆芸術劇場（第一次民藝）に参加。続いて1950年（昭和25年）発足の劇団民藝に加わり、『かもめ』『炎の人』などに出演。傍ら映画にも出演するようになり、1952年（昭和27年）に民藝を退団してからは本格的にフリーの映画俳優として活動を始める。アクの強い芸達者な脇役として地位を固め、渋谷実監督の『現代人』、黒澤明監督の『七人の侍』、久松静児監督の『警察日記』といった名作に出演。善人役から悪役まで難なくこなし、名バイプレイヤーとして活躍した。1956年（昭和31年）には『あなた買います』『鶴八鶴次郎』などの演技で第7回ブルーリボン賞助演男優賞を受賞している。映画・舞台のほか、1960年代からテレビドラマにも盛んに出演し、その存在感をアピールした。
日朝文化交流協会の副理事長を務めていたことがあり、『資料・朝鮮民主主義人民共和国』の冒頭には金丸信・上田哲・宇都宮徳馬・斉藤一雄・佐々木秀典らと共に、推薦の言葉を寄せている。
2006年（平成18年）9月30日午後0時40分、肺機能不全のため東京都内の病院で死去。89歳没。
趣味は園芸、健康法、料理、釣り。自ら編み出した催眠体操の普及にも努め、『ストレスに勝つ 多々良純の催眠体操』などの著書がある。

## 出演作品
※「 - 」は役名

### 映画
太字の題名はキネマ旬報ベスト・テンにランクインした作品
- 彦六なぐらる（1940年、南旺映画） - 六吉
- 暴力の街（1950年） - 山本
- 本日休診（1952年、松竹） - 兵隊服の男
- 安宅家の人々（1952年、大映） - 田邊
- 原爆の子（1952年、近代映画協会） - 労働者風の男
- 現代人（1952年、松竹） - 岩光正男
- 激流（1952年、東宝）-  信州
- 母のない子と子のない母と（1952年、劇団民藝） - 役場の六さん
- 人生劇場 第一部（1952年、東映） - 丘部小次郎
- カルメン純情す（1952年、松竹） - 劇場のマネージャー
- 日本の悲劇（1953年、松竹） - 闇屋風の男
- 坊っちゃん（1953年、東宝） - 野だいこ
- 東京マダムと大阪夫人（1953年、松竹） - 秋元人事課長
- 赤い自転車（1953年、第一映画） - 桂
- お嬢さん社長（1953年、松竹） - 安田専務
- 真実一路（1954年、松竹） - 河村素香
- 伊豆の踊子（1954年、松竹） - 小間物問屋
- 放浪記（1954年、東映） - 熊本
- 大阪の宿（1954年、新東宝） - 野呂
- 七人の侍（1954年、東宝） - 飛脚
- 一本刀土俵入（1954年、東映） - 船戸の弥八
- かくて夢あり（1954年、日活） - ブローカー黒岩
- 太陽のない街（1954年、新星映画） - 黒岩
- 愛と死の谷間（1954年、日活） - 山田医師
- 億万長者（1954年、青俳クラブ） - 東太賀吉
- 警察日記（1955年、日活） - 紅林
- ここに泉あり（1955年、中央映画） - チンドン屋の親爺
- 生きとし生けるもの（1955年、日活） - 会計課長
- 路傍の石（1955年、松竹） - 忠助
- 姉妹（1955年、独立映画） - 石田銀三郎
- たそがれ酒場（1955年、新東宝） - 汲島鉄夫
- 少年死刑囚（1955年、日活） - 垂井慎太郎
- 浅草の灯（1956年、大映） - 大平軍治
- 赤線地帯（1956年、大映） - ゆめ子の客
- 野郎ども表へ出ろ（1956年、東映） - 林伝吉
- 鶴八鶴次郎（1956年、松竹） - 佐平
- あなた買います（1956年、松竹） - 島悠介
- 殉愛（1956年、東宝） - 従兵
- 台風騒動記（1956年、山本プロ） - 赤桐巡査
- 黄色いからす（1957年、歌舞伎座映画） - 秋月課長
- 大番シリーズ（東宝） - 森家番頭山田 
  - 大番（1957年）
  - 続大番 風雲篇（1957年）
  - 続々大番 怒涛篇（1957年）
- 危険な英雄 (1957年)
- 三十六人の乗客（1957年、東宝） - 万造
- 雪国（1957年、東宝） - 万吉
- 警視庁物語 上野発五時三十五分（1957年、東映） - 久保田敬三
- 張込み（1958年、松竹） - 佐賀署の巡査佐々木
- ボロ家の春秋（1958年、松竹） - 不破数馬
- 丹下左膳シリーズ（東映） - 鼓の与吉 
  - 丹下左膳（1958年）
  - 丹下左膳 怒濤篇（1959年）
  - 丹下左膳 妖刀濡れ燕（1960年）
  - 丹下左膳 濡れ燕一刀流（1961年）
- 無法松の一生（1958年、東宝） - 木戸番清吉
- 駅前旅館（1958年、東宝） - 春木屋番頭
- モダン道中 その恋待ったなし（1958年、松竹） - 丸越支店長
- 赤い陣羽織（1958年、歌舞伎座） - 胤臣
- 眼の壁（1958年、松竹） - 田丸利市
- 眠狂四郎無頼控 魔剣地獄（1958年、東宝） - お祭の吉
- 共犯者（1958年、大映） - 田口
- いろは若衆 ふり袖ざくら（1959年、東映） - 鐘馗の金兵衛
- たつまき奉行（1959年、東映） - 屑安
- キクとイサム（1959年、大東映画） - 呼び込みの男
- 私は貝になりたい（1959年、東宝） - 根本
- 狐と狸（1959年、東宝） - 平手医師
- 氾濫（1959年、大映） - 吉村
- 人間の壁（1959年、山本プロ） - 山岸勘吉
- 人間の條件 第3部（1959年、松竹） - 日野准尉
- お姐ちゃんシリーズ（東宝）
  - お姐ちゃん罷り通る（1959年） - 大神仁太
  - お姐ちゃんに任しとキ!（1960年） - 山下宣伝部長
  - お姐ちゃんはツイてるぜ（1960年） - 宣伝部長
- 女が階段を上る時（1960年、東宝） - 闇屋金貝
- 疵千両（1960年）
- 痴人の愛（1960年、大映） - 波川
- 切られ与三郎（1960年、大映） - 蝙蝠ノ安五郎
- 足にさわった女（1960年、大映） - 重役
- がめつい奴（1960年、東宝） - 元村
- 武器なき斗い（1960年、大東映画） - 杉森
- 大江戸の侠児（1960年、東映） - デッチリ権
- 名もなく貧しく美しく（1961年、東宝） - 沢野洋服店主
- 松川事件（1961年、松川事件劇映画製作委員会） - 司検事
- 地平線がぎらぎらっ（1961年、新東宝） - 太田
- あれが港の灯だ（1961年、東映） - つる代の中年客
- 赤穂浪士（1961年、東映） - 蜘蛛の陣十郎
- 野盗風の中を走る (1961年、東宝)
- 源氏九郎颯爽記 秘剣揚羽の蝶（1962年、東映） - 蝙蝠の半次
- あべこべ道中（1962年、東映） - 浪人甲
- 花と野盗の群れ（1962年、東映） - 道童子
- 右門捕物帖 紅蜥蜴（1962年、東映） - 大貫屋源七 役
- 放浪記（1962年、東宝） - 田村
- 拝啓天皇陛下様（1963年、松竹） - 浦上准尉
- 赤い水（1963年、大映） - 中野産業課長
- 温泉あんま（1963年、大映） - 栗山
- 用心棒市場（1963年、東映） - 山猫の仙蔵
- 女の歴史（1963年、東宝） - かつぎ屋の男
- 紫右京之介 逆一文字斬り（1964年、東映） - 天満屋才兵衛
- 三匹の侍（1964年、松竹） - 安五郎
- 続・図々しい奴（1964年、東映） - 三田村
- くノ一化粧（1964年、東映）
- 100発100中（1965年、東宝） - 黄昌齢
- 悪名桜（1966年、大映） - 沢村亀之助
- 酔いどれ波止場（1966年、大映） - 狸和尚
- やくざ坊主（1967年、大映） - 権六
- 喜劇“夫”売ります!!（1968年、東映） - 石上三之助
- めくらのお市物語 真っ赤な流れ鳥（1969年、松竹） - 仁平
- 日本一のヤクザ男（1970年、東宝） - 村井社長
- 昭和ひとけた社長対ふたけた社員（1971年、東宝） - 三浦
- 喜劇 セックス攻防戦（1972年、東映）  - 立花孫兵衛
- 新仁義なき戦い 組長最後の日 （1974年、東映） - 岩木定春
- お姐ちゃんお手やわらかに（1975年、ホリ企画制作） - 三角大五郎
- 狭山裁判（1976年、部落解放同盟埼玉連合） - 石川富蔵
- トラブルマン 笑うと殺すゾ（1979年、東宝映画） - 大前田社長
- 悪霊島（1981年、角川春樹事務所） - 刑部辰馬
- ハワイアン・ドリーム（1987年、東宝） - ケンジ・大原
- 木村家の人びと（1988年、日本ヘラルド映画） - 梅吉
- 砂の上のロビンソン（1989年、ATG） - 清水文雄
- 座頭市（1989年、勝プロ） - 庄屋
- 不意の旅人 (1992年、東映・総務庁・人権問題啓蒙映画） - 黒田ゲンタ
- 押繪と旅する男（1994年、バンダイビジュアル） - 金原伸造
- アイ・ラヴ・ユー（1999年、こぶしプロ） - 高村新太郎
- 福耳（2003年、アルゴ・ピクチャーズ） - 藤掛

### テレビドラマ
- どたんば（1956年、NHK）
- 東芝日曜劇場（KR→TBS）
  - 第43回「夜の波音」（1957年）
  - 第204回「穴」（1960年）
  - 第299回「姫御前の災難」（1962年）
  - 第519回「こわれない椅子」（1966年）
- ダイヤル110番（NTV）
  - 第25話「赤い鼻」（1958年）
  - 第90話「夜が恐い」（1959年）
  - 第122話「スペードの4」（1960年）
- お好み日曜座 / にしん場（1958年、NHK）
- 夫婦百景（NTV）
  - 第14回「ある恋愛結婚の夫婦」（1958年）
  - 第22回「永遠の夫婦」（1958年）
  - 第36回「おめでた夫婦」（1959年）
  - 第47回「最優秀亭主」（1959年）
  - 第251回「リバイバル夫婦」（1963年）
  - 第322回「物忘れ夫婦」（1964年）
  - 第326回「おっとり女房」（1964年）
  - 第351回「へそくり問答」（1965年）
  - 第413回「占いは楽し」（1967年）
- ここに人あり（NHK）
  - 第68回「誇り高き男」（1958年）
  - 第129回「進水」（1960年）
  - 第161回「旅あきんど」（1960年）
- サンヨーテレビ劇場 / 山崎豊子短編集 しぶちん（1959年、KR）
- 三行広告 第7回「レジ係至急求む」（1959年、CX）
- 東芝土曜劇場（CX）
  - 第14回「有頂天時代」（1959年）
  - 第60回「ろくでなし」（1960年）
  - 第76回「追われる」（1960年）
  - 第80回「むしけら」（1960年）
  - 第110回「密航者」（1961年）
  - 第123回「ゴー・ストップ」（1961年）
  - 第152回「虚報」（1962年）
  - 第163回「だにとダイヤモンド」（1962年）
- スリラー劇場・夜のプリズム 第57回「そよ風の季節」（1960年、NTV）
- サスペンスタイム 第20回「暴力への回答」（1960年、NET）
- 愛の劇場 第27回「降ってきた伯父さん」（1960年、NTV）
- NECサンデー劇場 / あべこべ物語（1960年、NET）
- 松本清張シリーズ・黒い断層 第27 - 29回「失踪」（1961年、TBS）
- 山本周五郎アワー 第12回「地蔵」（1961年、TBS）
- 文芸アワー / 糞尿譚（1962年、NTV） - 小森彦太郎
- 文芸劇場（NHK）
  - 第25回「しぶちん」（1962年）
  - 第82回「推理文学シリーズ・時間の習俗」（1963年）
- テレビ指定席（NHK）
  - 男衆さん（1962年）
  - 親友（1963年）
- 夜の十時劇場 / 示談屋（1962年、KTV）
- テレビ劇場 / 台風屋（1962年、NHK）
- ミステリーベスト21 / 落日の群像（1962年、NET）
- 吾輩は猫である（1963年、NHK） - 籐十郎
- 大河ドラマ（NHK）
  - 花の生涯（1963年） - 尾上幸太郎
  - 春の波涛（1985年） - 川上専蔵
  - 武蔵 MUSASHI（2003年） - 村の長老
- 判決（NET）
  - 第23話「盲愛」（1963年）
  - 第50話「遺産」（1963年） - 伝蔵
  - 第100話「夜明けの歌」（1964年） - 菅沼圭作
  - 第154話「わてはサンタやないで」（1965年） - 北川
- 講談ドラマ（NHK）
  - 秋色桜（1963年）
  - 武士は食わねど（1963年）
- シャープ月曜劇場 第3回「季節のない街」（1963年、CX）
- 日本映画名作ドラマ（NET）
  - 仇討選手（1963年）
  - 浮島の娘たち（1964年）
- コメディフランキーズ 第9回「大山師 由比正雪」（1963年、TBS）
- 近鉄金曜劇場（TBS）
  - 奇蹟の女（1963年）
  - あっちっちっち（1964年）
  - 岡田茉莉子シリーズ・髪を売る女（1965年）
  - さわやかに潮風ふけば（1966年）
- 三匹の侍 第1シリーズ（CX）
  - 第16話「白刃無情」（1963年）
  - 第19話「剣風流転」（1964年）
- 正塚の婆さん（1963年、TBS）
- 日産スター劇場（NTV）
  - 機関士ナポレオンの退職（1964年）
  - マダムと駅長（1965年）
  - お早いお着きで（1965年）
  - ひやみず大作戦（1965年）
  - カポネと猫と長火鉢（1965年）
  - 今晩わドロボーです（1965年）
  - 浮気にご用心（1966年）
  - 一流大学へどうぞ（1966年）
  - おらが国さの刑事さん（1966年）
  - 馬肉と綿菓子（1967年）
  - おばさんは子供嫌い（1967年）
  - 遠めがねと冒険（1967年）
  - 奥さまお手を拝見（1967年）
  - 温泉競馬（1967年）
  - 十字架と大泥棒（1967年）
- 風雪 / 日々新たなり（1964年、NHK） - 相棒倉吉
- 一千万人の劇場 / 幸せを三人前（1964年、CX）
- チャコちゃん社長（1964年、TBS） - お父さん
- 水戸黄門 第5話「お百姓入門」（1965年、TBS） ※ブラザー劇場版
- 七人の刑事 第163話「埋もれた男」（1965年、TBS）
- 大物養成計画（1965年、NTV）
- ザ・ガードマン（TBS / 大映テレビ室）
  - 第8話「第9レースを狙え」（1965年） - 厩務員
  - 第62話「大犯罪作戦」（1966年）
  - 第118話「大泥棒一家」（1967年）
  - 第165話「生きたまま火葬にしてネ」（1968年）
  - 第181話「危険を拾った娘」（1968年）
  - 第194話「死刑執行人の歌が聞こえる」（1968年）
  - 第221話「満月の夜は女を殺せ」（1969年）
  - 第267話「幽霊船死の海を行く」（1970年）
  - 第275話「60才の花嫁・残酷物語」（1970年）
  - 第297話「高校生奥さんのハレンチ作戦」（1970年）
- 家庭劇場 第15回「金魚とおやじとむすこたち」（1965年、NHK）
- 悪の紋章（1965年 - 1966年、NET） - 蟹平
- 嵐のなかでさよなら（1966年、NET）
- 今井正アワー / 下町の青春（1966年、NET） - 古田
- 特別機動捜査隊（NET / 東映）
  - 第248話「輝く遠い道」（1966年）
  - 第355話「女の四季」（1968年） - 野々宮
  - 第360話「真昼の花火」（1968年） - 文吉
  - 第491話「最後の道化師」（1971年） - 三平
  - 第605話「恋の裏通り」（1973年） - 英吉
  - 第710話「ちぎれた舞扇」（1975年） - 清太郎
  - 第757話「霊柩車を撃て!」（1976年） - 速水栄吉
- 何処へ（1966年、NTV） - 木山東一郎
- とし子さん（1966年、TBS / 国際放映）- 化粧品店支配人
- 木下恵介アワー / 記念樹 第16話「汗のにじむ夢」（1967年、TBS） - 野口
- 泣いてたまるか 第29話「ミスター・ポチ」（1967年、TBS）
- 白い巨塔（1967年、NET） - 岩田重吉
- 剣 第10回「鷺と鳥」（1967年、NTV） - 山形屋藤造
- 青空に叫ぼう（1967年 - 1968年、NET） - 上山教頭
- いじわるばあさん 第31話「くたばれ土地成金の巻」（1968年、YTV）
- フジ三太郎（1968年、TBS）
- 銭形平次（CX / 東映）
  - 第128話「鏡の中の顔」（1968年） - 伊太八
  - 第234話「友切り左文字」（1970年） - 花月亭白猿
  - 第332話「万七恋文騒動」（1972年） - 寿々目
  - 第483話「親父はつらいよ」（1975年） - 道全
  - 第576話「人情寄席ばやし」（1977年） - 留吉
  - 第676話「おやこ同心」（1979年） - 原田貞左ヱ門
- 日本剣客伝 第8話「高柳又四郎」（1968年、NET）
- ローンウルフ 一匹狼 第29話「命ある限り」（1968年、NTV / 東映）
- 素浪人 月影兵庫 第2シリーズ 第71話「おらは死んじまった筈だった」（1968年、NET / 東映） - 住職
- 市子と令子 第2シリーズ（1968年 - 1969年、CX） - 上杉健作
- 青空にとび出せ! 第9話「ピンキーとモーレツ老人」（1969年、TBS / 国際放映）
- 男じゃないか（1969年、KTV） - 千石刑事
- 花のお江戸のすごい奴 第10話「夕立の女」（1969年、CX / 東映） - 美濃屋甚左衛門
- 笑ってよいしょ 第5話「姉か妹か思案橋」（1969年、NTV） - 虎吉
- フラワーアクション009ノ1 第1話「日本爆破アンタッチャブル」（1969年、CX / 東映） - シルバー
- コント55号60分一本勝負 第3話「三億円!それはないよ」（1970年、NET）
- わたしは許さない（1970年、CX） - 平
- だいこんの花 第1部 第2話「敵艦見えず」（1970年、NET）
- 銀河ドラマ / 風来先生（1970年、NHK）
- 素浪人 花山大吉 第67話「伜にゃ過ぎた母だった」（1970年、NET / 東映） - 棺桶屋のおやじ
- 鬼平犯科帳 第1シリーズ 第39話「猿（ましら）の銀次郎」（1970年、NET / 東宝） - 銀次郎
- 水戸黄門（TBS / C.A.L） 
  - 第2部 第5話「身替り花婿 -米沢-」（1970年10月26日） - 小松屋彦兵ヱ
  - 第3部 第7話「日本一の川人足 -島田-」（1972年1月10日） - 作兵衛
  - 第5部 第1話、第2話「仇討ち甲州路 -青梅-」（1974年） - 六平衛
  - 第7部 第15話「大見得きった偽黄門 -酒田-」（1976年8月30日） - 中村菊之丞
  - 第13部 第8話「悲願を秘めた蜆売り -吉田-」（1982年12月6日） - 角屋角左衛門
  - 第14部
    - 第6話「恩讐越えたこけし人形 -鳴子-」（1983年12月5日） - 彦六
    - 第23話「決意を秘めた孤独の剣 -高田-」（1984年4月2日） - 信濃屋

  - 第15部（1985年）
    - 第5話「闇を斬る! 怪傑白頭巾 -宇和島-」 - 宇和屋
    - 第34話「女壺振り 仇討ち悲願 -松井田-」 - 上州屋五郎蔵

  - 第16部 第21話「友禅救った大芝居 -金沢-」（1986年9月15日） - 浅野屋
  - 第17部（1987年）
    - 第5話「男十手の木曽節仁義 -妻籠-」 - 野沢屋
    - 第18話「河豚に当って悪退治 -下関-」 - 長田屋

  - 第18部
    - 第8話「泥棒夫婦の大予言 -追分-」（1988年10月31日） - 宅屋茂左衛門
    - 第31話「邪剣砕いた献上刀 -鎌倉-」（1989年4月17日） - 相模屋宗右衛門

  - 第20部 第32話「誘拐された御老公 -福井-」（1991年6月17日） - 丸田屋角兵衛
  - 第24部 第5話「母と名乗れぬ女の涙 -桑名-」（1995年10月16日） - 万馬屋
- プレイガールシリーズ（12CH / 東映）
  - プレイガール
    - 第119話「恐怖の来訪者」（1971年） - 山田庄造
    - 第135話「残された二人」（1971年） - 山尾
    - 第163話「覗きのライセンス」（1972年） ｰ 八田

  - プレイガールQ  第24話「女は一度勝負する」（1975年） - 松岡
- 千葉周作 剣道まっしぐら 第16話「男・周作 燃えあがれ！」（1971年、TBS）- 老人
- 魔女はホットなお年頃 第12話「危険がいっぱいだァー」（1971年、MBS / 松竹）
- ターゲットメン 第2話「帰って来た大海賊」（1971年、NET / 東映）
- 白雪姫と七人の悪党たち（1971年、TBS） - 大貫親分
- 商魂（1971年、CX） - 柳井純三
- 連続テレビ小説（NHK）
  - 繭子ひとり（1971年 - 1972年） - 久作
  - すずらん（1999年） - 戸田隆一
- 一心太助 第16話「銭ゲバ親子奮闘記」（1972年、CX / 国際放映） - 仁兵衛
- 帰ってきたウルトラマン 第46話「この一撃に怒りをこめて」（1972年、TBS / 円谷プロ） - 紙芝居のおじさん（宇宙参謀ズール星人）
- 人造人間キカイダー 第13話「ピンクタイガーの遊園地襲撃」（1972年、NET / 東映） - ロボット・甚兵衛
- お祭り銀次捕物帳 第17話「もどって来た十手」（1972年、CX / 東映） - 堺屋
- 緊急指令10-4・10-10 第22話「少女と花と天国」（1972年、NET / 円谷プロ） - 香川修太郎
- 太陽にほえろ!（NTV / 東宝）
  - 第15話「拳銃とトランペット」（1972年） - 中川（情報屋）
  - 第92話「シンデレラ刑事」（1974年） - 高畠英明（高畠商会社長）
  - 第562話「ブルース刑事登場!」（1983年） - 水島平吉（浮浪者）
- パパと呼ばないで 第13話「忘れていた婚約」（1972年、NTV / ユニオン映画） - 広中
- 隼人が来る 第6話「黄金の沼」（1972年、CX / 東映） - 源吉
- まんまる四角（1973年、TBS） - 雄太郎
- 長谷川伸シリーズ 第14話「江戸の花和尚」（1973年、NET） - 緒方甚内
- どっこい大作（1973年、NET / 東映） - 青山儀三郎
- 日本の嫁シリーズ / 嫁サこらんしょ（1973年、TBS） - 宗助
- 剣客商売 第12話「おかしな入門者」（1973年、CX / 東宝 / 俳優座）- 横川鉄五郎
- 若さま侍捕物手帖 第6話「江戸はガラクタの花盛り」（1973年、KTV） - 市村
- あんたがたどこさ 第1シリーズ（1973年 - 1974年、TBS） - 橘令二
- 非情のライセンス 第1シリーズ（1973年 - 1975年、NET / 東映） - 吉田刑事
- どてらい男（1973年 - 1975年、KTV） - 茂子の父
- ぶらり信兵衛 道場破り 第14話「迷刀関の孫八」（1974年、CX / 東映） - 熊谷
- 雑居時代 第15話「今年はライオンどし?」（1974年、NTV / ユニオン映画） - 重松民造
- 大久保彦左衛門 第38話「鯛は鯛でも」（1974年、CX） - 幸右衛門
- おしどり右京捕物車 第4話「妖」（1974年、ABC / 松竹） - 佐八
- 必殺シリーズ（ABC / 松竹）
  - 助け人走る 第27話「江戸大暗黒」（1974年） - 大門の大五郎
  - 暗闇仕留人 第19話「乗せられて候」（1974年） - 三州屋隆右衛門
  - 必殺必中仕事屋稼業 第5話「忍んで勝負」（1975年） - 牢名主・もぐらの留三
  - 新・必殺仕置人 第34話「軍配無用」（1977年） - 大開の一蔵
  - 江戸プロフェッショナル 必殺商売人 第17話「仕掛けの罠に仕掛けする」（1978年）- 風切の矢造
- プレイガールQ 第24話「女は一度勝負する」（1975年、12ch / 東映）
- コンドールマン（1975年、NET / 東映） - 三矢源太郎
- 十手無用 九丁堀事件帖 第13話「死神を追え」（1975年、NTV / 東映） - 福井屋伊兵ヱ
- 伝七捕物帳（NTV / ユニオン映画）
  - 第79話「愚かなり! ああ親ごころ」（1975年） - 弥助
  - 第139話「とんだ火の粉の後始末」（1977年） - 又十郎
- 影同心II 第24話「そして影は去った!!」（1976年、MBS / 東映） - 山崎屋藤兵ヱ
- 痛快!河内山宗俊 第26話「無頼六道銭」（1976年、CX / 勝プロ） - 後藤三左衛門
- 隠し目付参上 第19話「きらめく潮に海女は濡れたか」（1976年、MBS / 三船プロ） - 加納屋藤吉郎
- 江戸特捜指令 第16話「絶体絶命!恐怖の毒蛇地獄」（1977年、MBS / 三船プロ） - 道円
- 遠山の金さん 杉良太郎版 第1シリーズ（NET/東映）
  - 第77話「北の海から来た男」 (1977年) -  松前屋重兵衛
  - 第96話「お湯の中にも鬼が住む」（1977年）-闇の半兵衛
- ご存知!女ねずみ小僧 第11話「雨戸の陰に誰かいる」（1977年、CX / 松竹） - 重兵衛
- 江戸を斬る（TBS / C.A.L）
  - 江戸を斬るIII 第17話「罠に掛った死神」（1977年） - 作兵衛
  - 江戸を斬るVI 第9話「闇に消えた江戸小町」（1981年） - 光明道師
  - 江戸を斬るVIII 第15話「穴から噂の大泥棒」（1994年） - 伊勢屋
- さわやかな男 太陽編（1977年 - 1978年、KTV） - 校医
- 透明ドリちゃん 第3話「涙のラーメン勝負」（1978年、NET） - 好々園の大将
- 達磨大助事件帳 第12話「からくり花泥棒」（1978年、ANB / 前進座 / 国際放映） - 与茂七
- 大江戸捜査網（12ch→TX / 三船プロ→ヴァンフィル）
  - 第332話「無法を裁く怒りの群衆」（1978年） - 辰蔵
  - 新 大江戸捜査網 第16話「父子星さすらい旅」（1984年） - 仙三
- 西遊記 第14話「地震妖怪! なまず魔王の謎」（1978年、NTV / 国際放映） - 善智上人
- 疾風同心 第10話「辰三涙の殴り込み」（1978年、12CH） - 半兵衛
- 飢餓海峡（1978年、CX / バリアンツ）
- スパイダーマン 第25話「秘宝と犬と複成人間」（1978年、12CH / 東映） - 中山（怪盗107号）
- 日曜恐怖シリーズ 第2回「花十字架」（1978年、KTV / 大映映画）
- 特捜最前線（ANB / 東映）
  - 第49話「時効5分前のチャップリン!」（1978年） - 関根平助（海老沢真吾）
  - 第146話「殉職I・津上刑事よ永遠に!」、第147話「殉職II・帰らざる笑顔!」（1980年） - 細田正則
  - 第205話「雪国から来た逃亡者!」（1981年） - 古仏伝三（老刑事・すっぽんの伝さん）
- 桃太郎侍（NTV / 東映）
  - 第66話「嘘とまことの仇討悲願」（1978年） - 室岡宗達
  - 第93話「絵馬堂の家出軍団」（1978年） - 赤間藤ヱ門
  - 第109話「笛吹き若様町人志願」（1978年） - 松尾嘉門
  - 第167話「飛んで火に入る仇討娘」（1979年）- 長吉
- 土曜ワイド劇場（ANB）
  - 松本清張の犯罪広告（1979年、松竹）
  - 三毛猫ホームズシリーズ 第1作「三毛猫ホームズの推理 女子大密室殺人」（1979年、東映） - 小峯良平
- ザ・スーパーガール　第12話「白い乳房が霊をよぶ」（1979年、12ch / 東映）
- 手錠をかけろ! 第4話「入試問題殺人事件」（1979年、CX / 国際放映）
- 日本巌窟王（1979年、NHK） - 玉城朝秀
- 時よ燃えて!（1979年、CX） - 寺岡
- 噂の刑事トミーとマツ 第1シリーズ 第6話「トミーにっこり、マツが死ぬ」（1979年、TBS / 大映テレビ） - 吉川
- 探偵物語 第24話「ダイヤモンド・パニック」（1980年、NTV / 東映ビデオ） - 真崎甚三郎（関東桜会組長）
- 裸の大将放浪記 第1話「裸の大将放浪記」（1980年、KTV / 東阪企画） - 駅長
- 新五捕物帳 第93話「大江戸初春侍小僧」（1980年、NTV / ユニオン映画） - 嘉助
- ドラマ人間模様 / 絆（1980年、NHK）
- 鬼平犯科帳（ANB / 東宝）
  - 第1シリーズ（1980年） - 馬蕗の利平治 
    - 第6話「熱海みやげの宝物」
    - 第25話「妙義の團右衛門」

  - 第3シリーズ 第17話「土蜘蛛の金五郎」（1982年） - 土蜘蛛の金五郎
- 暴れん坊将軍シリーズ（ANB / 東映）
  - 吉宗評判記 暴れん坊将軍 第117話「虎に喰われた悪い奴」（1980年） - 政吉
  - 暴れん坊将軍II（1985年）
    - 第96話「衝撃! 上様がさらわれた!」 - 黒田藤兵衛
    - 第119話「吉宗がまさか! 結婚詐欺!?」 - 上州屋徳右衛門

  - 暴れん坊将軍III 第37話「魔性の女の涙雨」（1988年） - 桑名屋喜平
- 銀河テレビ小説 / 復活（1981年 - 1982年、NHK）
- 文吾捕物帳 第13話「白日夢の赤い花」（1982年、ANB / 三船プロ）
- メタルヒーローシリーズ（ANB / 東映）
  - 宇宙刑事ギャバン（1982年 - 1983年） - 藤豪介
  - 世界忍者戦ジライヤ 第30話「忍法・ハナちょうちん!」（1988年） - 越村玄斎 ※特別出演
  - 特警ウインスペクター 第46話「一日一悪の少年」（1990年） - 太田黒勝造
- ザ・ハングマンシリーズ（ABC / 松竹芸能）
  - ザ・ハングマンII 第1話「処刑人復活 裏で吊して表にさらせ」（1982年） - 横田栄三郎（亜東水産社長）
  - 新ハングマン 第26話「女体を人体実験する悪魔の病院長」（1984年） - 海津洋一郎（海津病院院長）
- 右門捕物帖 第18話「老盗、木枯し源次」（1983年、NTV / ユニオン映画） - 木枯しの源次
- おりんさん（1983年、THK）
- 青春INGS ゆう子とヘレン 第22話「ゆう子さん、結婚して!」（1983年、KTV / 宝塚映画） - 田島茂造
- 月曜ワイド劇場 / 暴力少年 愛する息子よ、死んでくれ!（1983年、ABC / 三船プロ） - 不動産屋
- ザ・サスペンス / 十津川警部シリーズ 第4作「下り特急「富士」殺人事件」（1983年、TBS）
- 大岡越前（TBS / C.A.L）
  - 第8部 第7話「意地比べ江戸っ子気質」（1984年9月3日） - 田島屋
  - 第9部 第14話「奉行に似ていた復讐鬼」（1985年12月23日） - 多治見屋
  - 第11部 第21話「奉行の母は大べら棒」（1990年9月20日） - 六兵衛
  - 第12部 第14話「姫様の好物ふかし藷」（1992年1月20日） - 丸目屋覚兵衛
- 暴れ九庵 第22話「熱い身体」（1985年、KTV / 東宝） - 次郎左ヱ門
- 真田太平記（1985年、NHK） - 梅若
- 京都サスペンス / 京都の祭りに人が死ぬ・鞍馬の火祭（1988年10月、KTV / 東映）
- 三匹が斬る!シリーズ （ANB系）
  - 続・三匹が斬る! 第11話「獅子舞の、童が聞いた子守唄」（1989年）- 源爺
  - また又・三匹が斬る! 第10話「摩訶不思議、恋の行方と肉付面」（1991年）- 妙寛
- 名奉行 遠山の金さん（ANB / 東映）
  - 第2シリーズ 第3話「風呂屋の亭主が謎の連続心中」（1989年） - 井筒屋長五郎
  - 第3シリーズ 第13話「密入国のジャパユキさん」（1990年） - 市蔵
- 花も実もある（1990年、NHK） - 正芳
- 火曜サスペンス劇場 / 松本清張スペシャル・家紋（1990年2月、NTV / 松竹） - 生田宗右衛門
- 鬼平犯科帳（CX / 松竹）
  - 第2シリーズ 第9話「本門寺暮雪」（1990年） - 白縫の伝八
  - 第5シリーズ 第5話「消えた男」（1994年） - 六兵衛
  - 第7シリーズ 第5話「礼金二百両」（1997年） - 谷善左衛門
- 月曜ドラマスペシャル（TBS）
  - 私を騎手にして（1990年、沢井プロ）
  - おやじのヒゲ11（1991年、オフィス・ヘンミ）
- 恐竜戦隊ジュウレンジャー（1992年 - 1993年、ANB / 東映） - バーザ
- 土曜ドラマ（NHK）
  - がんばらんば〜平成の島原大変〜（1993年） - 藤原秀富
- 鶴亀ワルツ（2000年、NHK）
- ズッコケ三人組3 第2話「ズッコケ三人組のバック・トゥ・ザ・フューチャー(後編)」（2001年、NHK） - 山中寅之助
- サラリーマン金太郎4（2004年、TBS） - 犬丸重信

### 吹き替え
- ぼくらのナニー「アッと驚くハエ男」(<ジョン・ミルズ>)

### その他のテレビ番組
- ジェスチャー（NHK） - 白組レギュラー
- 連想ゲーム（NHK） - 初期準レギュラー
- キンカン素人民謡名人戦（CX） - 三和完児の代理司会
- みんなで夢を!（1965年、CX）
- お笑いマラソン合戦（1969年、NTV）
- わからん島（1972年、ETV）※『おかあさんといっしょ』の1コーナー
- ほんものは誰だ!（1973年、NTV）- 1973年9月27日放送分のゲストコーナーに出演。帝国ホテルでボーイしていたことを披露[7]。
- クイズ面白ゼミナール（1981年 - 1988年、NHK） - 常連ゲスト

### CM
- 食道園（1973年）

### 舞台
- かもめ（1950年、劇団民藝） - シャムラーエフ
- 炎の人（1951年、劇団民藝） - ワイセンブルーフ
- 山びこ学校（1951年、劇団民藝） - 祭文語り
- 三太物語（1951年、劇団民藝） - 音さん
- 巖頭の女（1952年、劇団民藝） - 源太郎
- ものみな歌でおわる（1963年、日生劇場） - 味方但馬
- 山城国一揆（1966年、渋谷公会堂） - 至腕坊
- ゆかいな海賊大冒険 （1982年・1983年・1984年） - ピラゴラス（王様）

## シングルレコード
- 道 / 当世アレアレ節 （1970年、テイチク）

## 著書
- 『ストレスに勝つ・多々良純の催眠体操』、集団形星、1970年
- 『相手を説得する催眠法』、グランド・ツーリング社、1972年
- 『多々良純のぐうたら怠操入門 減量しながらタフになる!』、日本文芸社、1984年 ISBN 4537010045
- 『イキイキ生活提案読本　私は元気だツ!』、社会保険広報社、1984年 ISBN 4879520640